# Akkad
Akkad je jméno dosud neobjeveného hlavního města akkadské říše, kterou kolem roku 2340 př. n. l. založil král Sargon. Město však patrně vzniklo již dříve a Sargon je jen obnovil a přestavěl.

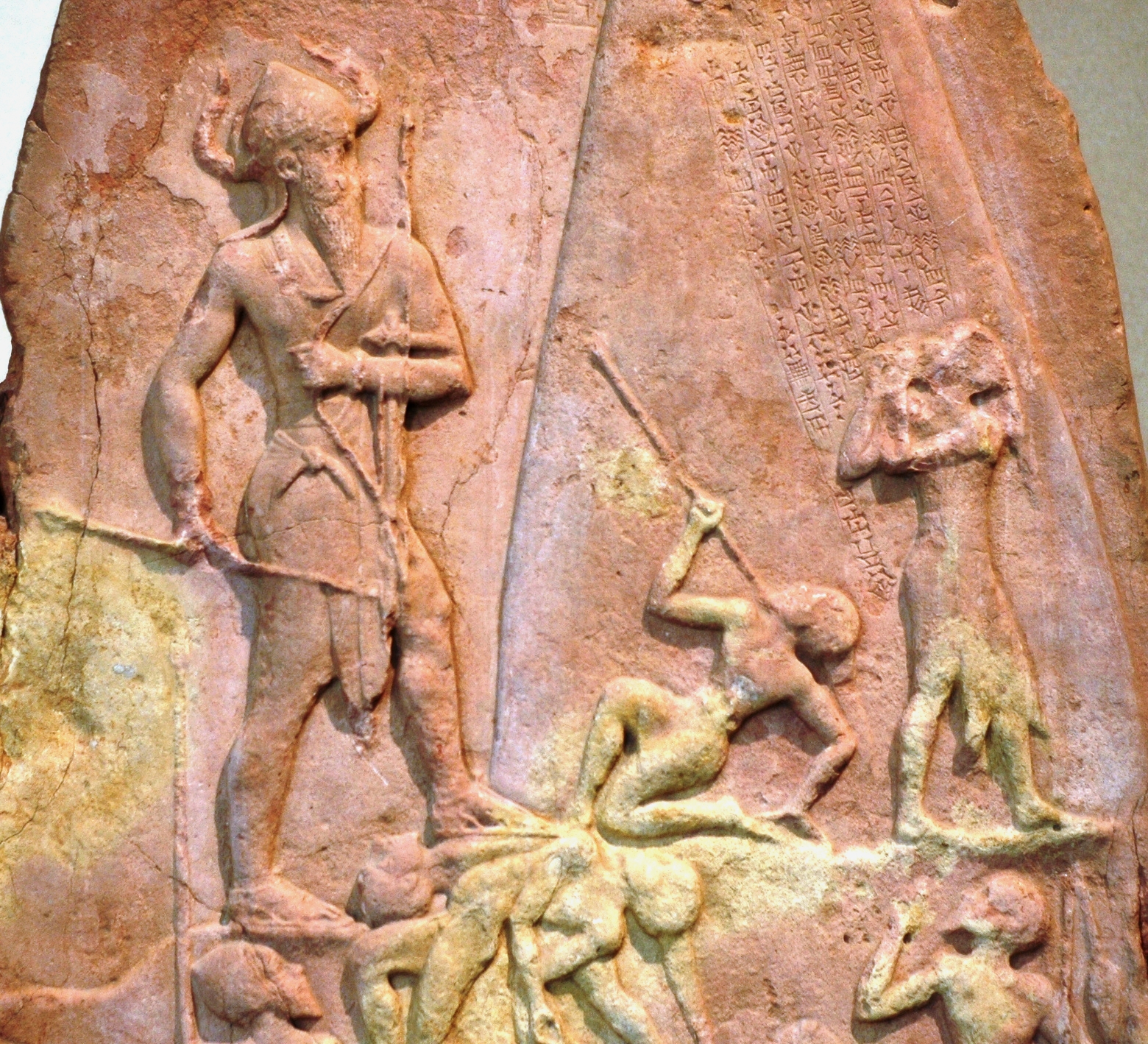
Stéla akkadského krále Narám-Sína, oslavující jeho vítězství nad Luluby ze Zagrosu.

Semitský jazyk, jímž zdejší obyvatelé hovořili a psali, akkadština, nahradila ve 2. tisíciletí př. n. l. starší sumerštinu jako obcovací jazyk (lingua franca) celé oblasti, než ji v 1. tisíciletí př. n. l. nahradila aramejština.
Původ jména Akkad bývá odvozován od slova „Agade“, které je pravděpodobně sumerského původu a objevuje se např. v Sumerském královském seznamu. Pozdější asyrsko–babylonská forma Akkad je pravděpodobně odvozena z Agade. Město Akkad je jednou zmíněno i ve Starém zákoně (Genesis 10,10), v souvislosti s „bohatýrským lovcem“ Nimrodem, snad králem Naram-Sinem, vnukem Sargonovým.
V pozdější babylónské literatuře se jména „Akkad“ a „Sumer“ stala součástí královského titulu a král Babylonie byl označován jako „král Sumeru a Akkadu“. Tím slovo Akkad nabylo ještě významu celého území okolo města Akkad.
Podle literárních památek bylo město Akkad v 6. století př. n. l. již zničené, ale jeho poloha byla ještě známa. Starší archeologie je hledala na východním břehu Eufratu, v okolí města Sipparu, asi 50 km jihozápadně od Bagdádu. Všechny archeologické pokusy však byly neúspěšné, proto se současní archeologové kloní spíš k domněnce, že Akkad ležel severněji, na jih od Aššuru, kde se do řeky Tigris vlévá přítok Adheim.